# Mesembriomys macrurus
Mesembriomys macrurus — вид гризунів родини Muridae, поширений лише в Австралії. Його рідний ареал був у Північній Австралії, але з тих пір він вимер з цих регіонів. Зараз він зустрічається лише у віддалених прибережних районах у Кімберлі, Західна Австралія.

## Морфологічна характеристика
Це великий гризун з довжиною голови й тулуба від 190 до 270 мм, довжиною хвоста від 290 до 350 мм, довжиною стопи від 48 до 52 мм, довжиною вух від 24 до 27 мм і вагою до 330 грамів. Верхня частина тіла жовтувато-сіра з широкою рудувато-золотистою смугою, що тягнеться від голови до основи хвоста, тоді як нижня частина тіла білувата. Вуха довгі та чорнуваті. Хвіст довший за голову й тулуб, прикоренева третина сіра.

## Поведінка
Це нічний і деревний вид, хоча він проводить багато часу на землі. Він будує гнізда в дуплах дерев і серед густої рослинності. Харчується квітами, фруктами, комахами, бруньками та листям.